# レイチェル&ジュン
レイチェル&ジュン（J-vlog（ger）sと呼ばれることもある）は、日本の文化や社会に関するオンライン動画を作成し、日本人と西洋人の相互認識を持つ日米カップルYouTuber。吉田正樹事務所所属。日本、九州の福岡県在住。

## YouTube
チャンネルの動画は、日本の文化や社会、個人的な経験、日常生活に関連するさまざまなトピックに関するビデオブログで構成されている。また、他の日本関連のブロガーとのやり取りも多くある。蔵王町の宮城蔵王キツネ村（2015年7月）への訪問ビデオが口コミで広まり、多くのWebサイトで紹介される。

## 私生活
レイチェル（1988年生まれ）はオハイオ州シンシナティ出身。ジュン（葦月淳一、1989年生まれ）とは、2010年に名古屋外国語大学で会った。彼らは2011年に結婚したが、ジュンが日本での勉強を終え、レイチェルはアメリカ空軍に就職。この間、彼らは連絡を取り合うためのプロジェクトとして一緒にYouTubeチャンネルを立ち上げ、そこで彼らの体験や日米の文化に関連するトピックについての動画を作成した。チャンネルの最初の名前であるMyHusbandis Japaneseは、日本のポップカルチャーへの言及としてジュンがマンガ（ダーリンは外国人）に触発されて作成した。2012年3月に行われた「日本で何をすべきか」というビデオで、数十万回の再生回数を集めた（その発売時点までで、チャンネル登録者は約12人）。チャンネルの人気が高いことが証明され、彼らの生活の中で優先度が高まっていっている。  